# Normandiai-ház
A Normandiai-ház a Rollo viking hadvezér alapította Normandiai Hercegséget 911–1154 között, valamint az Angol Királyságot 1066–1154 között uraló dinasztia.

## A Normandiai-ház története
A dinasztiát a Normandiai Hercegséggel egyetemben Rollo viking hadvezér alapította 911-ben. A dinasztiaalapítót öt utódja követte, majd a hatodik, I. „Hódító” Vilmos hadjáratot vezetett Angliába és a hastingsi ütközetben aratott győzelmével elfoglalta annak trónját. Vilmost Angliában három király, Normandiában pedig négy herceg követte a Normandiai-házból, majd a Plantagenêt-ház vette át az uralmat.

## A Normandiai-házból való uralkodók

Rollo

### Normandia hercegei
| Portré | Uralkodó                                            | Uralkodott  | Megjegyzés          |
| ------ | --------------------------------------------------- | ----------- | ------------------- |
|        | Rollo 846 - 931 körül                               | 911 – 927   |                     |
|        | I. Vilmos 900 körül - 942                           | 927 - 942   |                     |
|        | I. Richárd 933 - 996                                | 942 - 996   |                     |
|        | II. Richárd 980 körül - 996                         | 996 - 1027  |                     |
|        | III. Richárd 1001 - 1027                            | 1027        |                     |
|        | I. Róbert 1000. június 22. - 1035. július 1-3.      | 1027 – 1035 |                     |
|        | II. Vilmos 1029 - 1087. szeptember 9.               | 1035 – 1087 | Anglia királya is.  |
|        | II. Róbert 1054 körül - 1134. február 3.            | 1087 – 1106 | Nem Anglia királya. |
|        | I. Henrik 1080 körül - 1135. december 1.            | 1106 – 1135 | Anglia királya is.  |
|        | III. Vilmos 1103. augusztus 5. - 1120. november 25. | 1115 - 1120 | Nem Anglia királya  |
|        | István 1090-es évek - 1154. október 25.             | 1120 - 1154 | Anglia királya is.  |

### Anglia királyai
| Portré | Uralkodó                                     | Uralkodott  | Megjegyzés             |
| ------ | -------------------------------------------- | ----------- | ---------------------- |
|        | I. „Hódító” Vilmos 1029 - 1087 körül         | 1066 – 1087 | Normandia hercege is.  |
|        | II. „Vörös” Vilmos 1056 - 1100. augusztus 2. | 1087 - 1100 | Nem Normandia hercege. |
|        | I. Henrik 1080 körül - 1135. december 1.     | 1100 - 1135 | Normandia hercege is.  |
|        | István 1090-es évek - 1154. október 25.      | 1135 - 1154 | Normandia hercege is.  |